# Operação Magistral
A Operação Magistral (em russo:  Операция Магистраль) foi uma operação militar do exército soviético que aconteceu durante a fase final da intervenção soviética na guerra civil do Afeganistão. Acontecendo entre novembro de 1987 e janeiro de 1988, ela foi lançada com o propósito de destruir as forças mujahidins na região de Paktia. Buscava, igualmente, desbloquear a estrada entre Gardez e Khost, facilitando o envio de suprimentos para a guarnição do governo afegão entrincheirada nesta última cidade. Com a vitória, esperava-se criar um ambiente que permitisse ao governo afegão sobreviver após a retirada das forças soviéticas do Afeganistão.
Apesar de bem sucedida, a Operação Magistral não foi nada decisiva no resultado geral da guerra, que não foi favorável à União Soviética.